# Diócesis de Alife-Caiazzo
La diócesis de Alife-Caiazzo (en latín: Dioecesis Aliphana-Caiacensis o Caiatina y en italiano: Diocesi di Alife-Caiazzo) es una circunscripción eclesiástica de la Iglesia católica en Italia. Se trata de una diócesis latina, sufragánea de la arquidiócesis de Nápoles. Desde el 26 de febrero de 2021 su obispo es Giacomo Cirulli.

## Territorio y organización

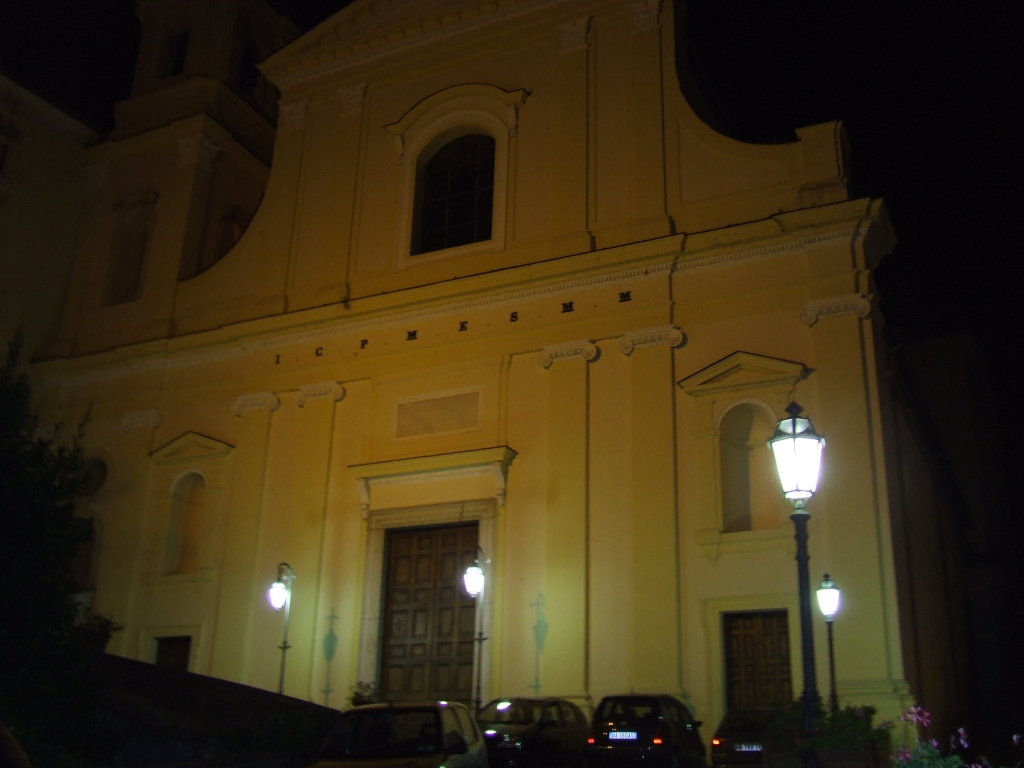
Basílica de Santa María Mayor, en Piedimonte Matese

La diócesis tiene 580 km² y extiende su jurisdicción sobre los fieles católicos de rito latino residentes en parte de la región de Campania, comprendiendo en la provincia de Caserta las comunas de: Alife, Caiazzo, Piedimonte Matese, Formicola, Ruviano, Liberi, Dragoni, Castel di Sasso, San Potito Sannitico, Castello del Matese, Raviscanina, Letino, Ailano, Baia e Latina, Castel Campagnano, Pontelatone, Sant'Angelo d'Alife, Prata Sannita, San Gregorio Matese, Piana di Monte Verna, Valle Agricola, Alvignano, parte de la comuna de Pratella y las fracciones de Calvisi, Carattano y di Madonna del Bagno de la comuna de Gioia Sannitica (la restante parte pertenece a la diócesis de Cerreto Sannita-Telese-Sant'Agata de' Goti).

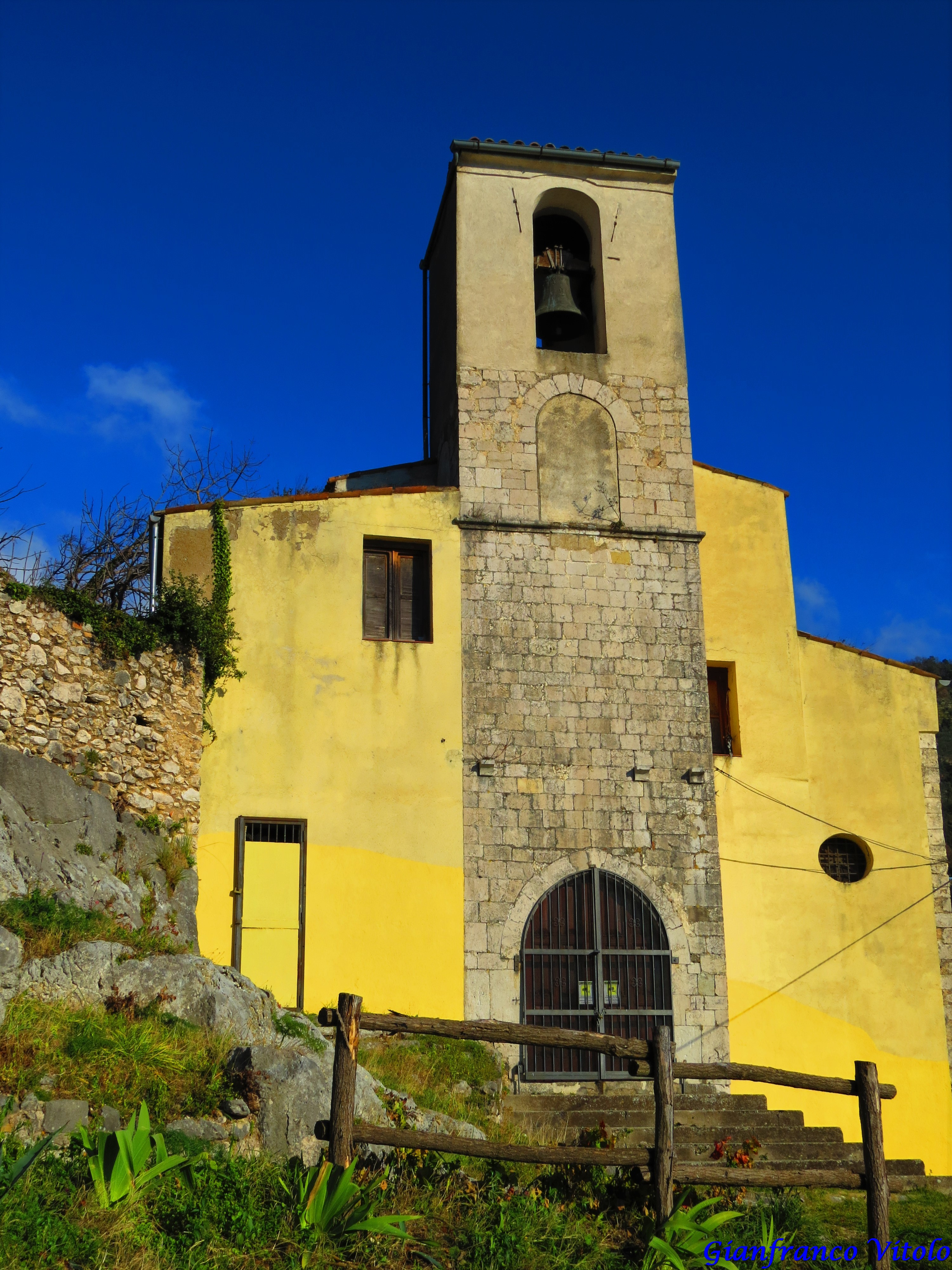
Iglesia San Juan Bautista, en Piedimonte Matese

La sede de la diócesis se encuentra en la ciudad de Alife, en donde se halla la Catedral de la Asunción de Santa María y San Sixto. En Caiazzo se halla la Concatedral basílica de la Asunción de María y San Esteban. La residencia de los obispos y las oficinas de la curia diocesana se encuentran en Piedimonte Matese, en donde también se halla la basílica de Santa María Mayor.
En 2022 en la diócesis existían 44 parroquias agrupadas en 5 foranías.

## Historia
La actual diócesis es fruto de la unión plena establecida en 1986, de dos antiguas sedes episcopales: Alife, documentada a finales del siglo V; y Caiazzo, erigida en el siglo X.

### Diócesis de Alife
Los orígenes de la diócesis son inciertos. Según la tradición data de la época apostólica, habiendo sido fundada por san Pedro, el primero en anunciar el evangelio a Alife; para otros autores, sin embargo, la institución de la diócesis se remonta a la época de Constantino I. En el estado actual de las investigaciones arqueológicas "hay muy pocos elementos ciertos sobre los que basar una reconstrucción fiable del proceso de cristianización" del territorio.
La primera mención de la diócesis es la presencia del obispo Claro en el concilio romano convocado por el papa Símaco en 499, donde fueron establecidas las normas para la elección del obispo de Roma, luego de la doble elección de Símaco y de Lorenzo, en el otoño precedente. También se propone identificar a este Claro con el obispo del mismo nombre, pero sin indicación de la sede a la que pertenecía, que participó en el concilio celebrado por el papa Gelasio I el 13 de mayo de 495. Un antiguo epígrafe funerario reporta el nombre del obispo Severo. La datación del artefacto es incierta, por lo que se ha propuesto un período comprendido entre finales del siglo IV o finales del siglo V.
Después de estos dos obispos no se tienen noticias de otros obispos de Alife por casi cinco siglos. En 876, una incursión sarracena destruyó toda la ciudad, comprendida la antigua catedral de Santa María, situada cerca de las murallas romanas (en la esquina entre las actuales Puerta Romana y Puerta Piedimonte) y de la cual eran visibles las ruinas hasta las primeras décadas del siglo XX.
La diócesis de Alife se encuentra nuevamente documentada a partir de la segunda mitad del siglo X. Con la bula Cum certum sit, del papa Juan XIII, del 26 de mayo de 969, el pontífice elevó Benevento a sede metropolitana y concedió al arzobispo Landolfo I, la facultad de consagrar sus obispos sufragáneos, entre los cuales estaba el de Alife.
El primer obispo conocido de esta segunda fase de la vida de la diócesis es Paulo, documentado de 982 a 985. En la cripta de la nueva catedral, en diversos epígrafes y, sustraídos probablemente de la precedente iglesia, están recordados los nombres de los obispos a partir de inicios del siglo XI, con los nombres latinizados de Gosfridus, Vitus y Arechis.
En la segunda mitad del siglo XI, la familia normanda Drengot Quarrel conquistó el territorio alifano y el episcopado adquirió notable importancia. En 1131 según Rainulfo, conde de Alife, Caiazzo y Sant'Agata de' Goti, pidió y obtuvo del antipapa Anacleto II las reliquias de san Sixto I, papa y mártir, que más tarde se convirtió en el protector de la ciudad y de la diócesis. A él fue dedicada la catedral, que en el curso de los siglos ha sufrido numerosas transformaciones y reconstrucciones. Actualmente la catedral está dedicada a la Asunción.
Los obispos del siglo XII conocidos por la historiografía son Roberto, Pietro, Baldovino y Landolfo. Otras figuras de obispos que emergieron durante la Edad Media fueron: Alferio de Alferis, elegido obispo en 1252 y transferido en 1254 a la diócesis de Viterbo; y (de la misma familia) Giovanni de Alferis, gracias al cual fue salvado el precioso manuscrito Gli arcani historici, de su tío Niccolò Alunno, gran consejero del rey Ladislao.
En febrero de 1417 el obispo Angelo Sanfelice emanó decretos para la disciplina del clero y al mismo tiempo "informó de la gravedad de la situación del clero local, adicto al juego y al vino, simoníaco y concubinato, sacrílego y pendenciero".
A partir del siglo XVI la ciudad de Alife vivió un periodo de decadencia, primero, a causa del terremoto del 1456, luego por la destrucción de la ciudad de parte de las tropas españolas de Felipe II en 1561; por estos motivos los obispos empezaron a residir más establemente en Piedimonte d'Alife, comenzando por Diego Gilberto Nogueras (1561-1566).
Después del Concilio de Trento los obispos intentaron aplicar los decretos de reforma en la diócesis, pero sus tentativas chocaron con los privilegios adquiridos del clero alifano y los intereses de los señores locales. Los enfrentamientos fueron siempre frecuentes y en algunos momentos dramáticos, como el caso del obispo Domenico Caracciolo, asesinado a tiros la noche del 14 y al 15 de octubre de 1675.
«Muy notable en la primera parte del siglo XVII la figura de Pietro Paolo de' Medici (1639-1656), comprometido en la formación del clero y en la catequesis de los fieles, también mediante obras sacras y asistenciales». El 10 de junio de 1651 fundó el seminario diocesano en Castillo d'Alife, gracias al legado de un generoso benefactor. Posteriormente, el obispo Giuseppe de Lazzara (1676-1702) lo trasladó a su ubicación actual en Piedimonte.
El 27 de junio de 1818, el papa Pío VII suprimió la diócesis de Alife, mediante bula De utiliori, incorporando su territorio a la diócesis de Telese; sin embargo, la diócesis alifana fue restablecida el 14 de diciembre de 1820 mediante bula Adorandi, del mismo papa, que la unió aeque principaliter a la diócesis de Telese; la unión tuvo efecto sólo a la muerte del obispo Emilio Gentile, acaecida el 24 de febrero de 1822.
El 6 de julio de 1852, mediante la bula Compertum nobis del papa Pío IX, finalizó la unión con Telese, y Gennaro De Giacomo, ya obispo de las sedes unidas, optó por Alife, poniendo su sede, como habían hecho sus predecesores, en Piedimonte.
«Particularmente singular es la figura del obispo Gennaro Di Giacomo en los años de la unificación italiana, cuyas operaciones militares afectaron directamente a la diócesis de Alife. Monseñor Di Giacomo ofreció colaboración directa al nuevo Reino de Italia, hasta el punto de que fue recibido, primer obispo del Sur, por Víctor Manuel II, quien en 1863 lo nombró senador del reino. Sus intervenciones parlamentarias y las posiciones nacionalistas tomadas provocaron la petición de la Santa Sede de renuncia y la prohibición de residir en la diócesis".
Durante el siglo XX se distingue la figura del obispo Luigi Novel, en la época de la ocupación alemana; seguido de Virginio Dondeo, que se empeñó en la reconstrucción espiritual y moral de la diócesis, luego obispo de Orvieto, y Raffaele Pellecchia, quien más tarde fue nombrado arzobispo coadjutor de Sorrento, y que participó en el Concilio Vaticano II.
Al momento de la unión con Caiazzo, la diócesis de Alife comprendía las comunas de Alife, Piedimonte Matese, San Potito Sannitico, Castillo del Matese, Raviscanina, Letino, Ailano, Sant'Angelo d'Alife, Prata Sannita, San Gregorio Matese, Pratella, Valle Agricola, y las fracciones de Calvisi y de Carattano en la comuna de Gioia Sannitica.

### Diócesis de Caiazzo
Según una antigua leyenda popular, la evangelización de la ciudad de Caiazzo habría sido obra del apóstol Pedro o de san Prisco, uno de los setenta discípulos, que habría sido también el primer obispo. La leyenda está ligada al viaje que hizo san Pedro desde Nápoles a Roma, y se apoya sobre los restos de un antiguo templo subterráneo encontrado bajo la iglesia parroquial de San Pietro del Franco. Según otras tradiciones el primer obispo caiatino habría sido Arigisio, quien vivió en época incierta.
El primer obispo históricamente documentado es Orso, mencionado en un diploma de Giovanni de Capua alrededor de 966, en el que el metropolitano capuano delimitó los confines de la diócesis de Caiazzo. A su muerte, el arzobispo Gerberto y el príncipe de Capua Pandolfo Testadiferro eligieron Stefano Minicillo, antiguo rector de la iglesia del Santísimo Salvador Mayor en Capua. Fue el mismo arzobispo metropolitano a consagrarlo obispo: el 1 de noviembre de 979, con acto público y solemne, Gerberto reconfirmó los límites de la diócesis de Caiazzo, confiada al elegido y consagrado obispo Stefano, al cual daba particulares indicaciones al respecto de su misión episcopal en aquella tierra. La bula del 1 de noviembre fue un verdadero acto de constitución oficial de la diócesis de Caiazzo per apostolicam istitutionem suo archepiscopatui subiecta.
Luego de Stefano Minicillo se pueden recordar: san Fernando de Aragón, de origen español, que fue obispo del 1070 al 1082; Costantino, documentado a finales del siglo XI, en ocasión de la traslación de las reliquias de santa Menna, cuya historia da las primeras informaciones sobre la catedral caiatina; Stazio, que en 1133 recibió del papa Inocencio II una bula confirmando sus privilegios y derechos sobre la diócesis; Guglielmo I, que en 1166 fue depuesto por el papa Alejandro III por simonía; Guglielmo II, que tomó parte en el concilio lateranense de 1179; Doferio, transferido en 1189 a la cátedra arzobispal de Bari.
«En el siglo XV, en sincronía con el apogeo del feudo de Caiazzo, la diócesis vivió un período caracterizado por obispos de gran importancia. El posterior declive de la importancia feudal de Caiazzo coincidió con los nombramientos episcopales de prelados pertenecientes a familias nobles que fueron cada vez menos visibles, en comparación con los acontecimientos generales del Reino de Nápoles. Oratio Acquaviva de Aragón y Paolo Filomarino fueron los últimos obispos descendientes de grandes linajes.»
En el siglo XVI se distinguieron, en particular, Fabio Mirto Frangipane (1537-1572), presentado por Carlos Borromeo, que fue secretario del Concilio de Trento y fundó el seminario diocesano en 1564; y Ottavio Mirto Frangipani (1572-1592), que después de ser obispo de Caiazzo hizo una discreta carrera eclesiástica, como abad de San Benito de Capua, gobernador de Bolonia, nuncio apostólico en Colonia y finalmente arzobispo de Tarento.
Durante el siglo XVII destaca el obispo Filippo Benedetto (1623-1641), sea por sus dotes de pastor como por haber hecho construir a sus expensas los muros de la ciudad; a él se debe también la restauración y ampliación del seminario, restaurado posteriormente por Giacomo Falconi en 1721.
Entre los siglos XVIII y XIX la diócesis vivió más de treinta años de sede vacante. Finalmente fue suprimida por el papa Pío VII mediante bula De utiliori del 27 de junio de 1818, que siguió al concordato entre el Reino de las Dos Sicilias y la Santa Sede. El territorio de caiatino fue anexado al de la diócesis de Caserta.
El arzobispo de Capua, Francesco Serra-Cassano, buscó de restablecer la antigua sede; en agosto de 1831, de hecho, los fieles de Caiazzo recurrieron al rey de Nápoles, Fernando II, para la restauración de su diócesis suprimida. El soberano les envió al arzobispo metropolitano de Capua, único competente para solucionar la delicada cuestión. Francesco Serra-Cassano, un mes después de su creación como cardenal, trató del tema con la Sede Apostólica por casi 18 años. El 16 de diciembre de 1849, mediante la bula Se semper optandum, del papa Pío IX, se restableció la diócesis de Caiazzo, declarándola sufragánea de la arquidiócesis de Capua. Con la misma bula el papa nombró administrador apostólico de la diócesis al arzobispo capuano, quien tomó posesión canónica el 13 de enero de 1850.
El 15 de marzo de 1852 fue nombrado el primer obispo de la diócesis restaurada, Gabriele Ventriglia, antiguo obispo de Crotona y originario de Curti, el cual había sido consagrado obispo por el mismo cardenal Sierra-Cassano, en la Catedral de Capua, el 24 de junio de 1849.
En tiempos recientes, la figura de Nicola Maria Di Girolamo, obispo de 1922 a 1963, tuvo un gran impacto en la diócesis de Caiazzo, su episcopado cubrió el difícil período de la Segunda Guerra Mundial; hizo celebrar dos sínodos y dos congresos eucarísticos, el último de los cuales en 1935, coincidió con el milenario del nacimiento de san Esteban. Antes de morir Di Girolamo participó también en las primeras sesiones del Concilio Vaticano II. Después de su muerte, en 1963, por quince años la diócesis fue confiada en administración apostólica, al arzobispo de Capua, Tommaso Leonetti.
Al momento de la unión con Alife, la diócesis de Caiazzo comprendía 25 parroquias en las comunas de Caiazzo, Formicola, Ruviano, Liberi, Dragoni, Castel di Sasso, Baia y Latina, Castel Campagnano, Pontelatone, Piana di Monte Verna y Alvignano.

### Diócesis de Alife-Caiazzo
Entre los años 1960 y 1970 las dos diócesis permanecieron vacantes durante mucho tiempo, hasta el 8 de abril de 1978 cuando Angelo Campagna fue nombrado, con dos bulas separadas, obispo de ambas sedes, que quedaron así unidas In persona episcopi.
El 13 de abril de 1979 las dos diócesis pasaron a formar parte de la provincia eclesiástica de la arquidiócesis de Nápoles.
El 30 de septiembre de 1986, mediante el decreto Instantibus votis de la Congregación para los Obispos, las dos sedes de Alife y Caiazzo fueron unidas con la fórmula plena unione y la circunscripción eclesiástica tomó su nombre actual.
En octubre de 2016 comenzaron las primeras fases del sínodo diocesano, el primero desde que se unieron las dos diócesis. El sínodo se cerró en septiembre de 2017.
El 27 de febrero de 2021, el papa Francisco nombró obispo de la diócesis a Giacomo Cirulli, obispo de Teano-Calvi, uniendo in persona episcopi las diócesis de Alife-Caiazzo y Teano-Calvi. Desde el 23 de febrero de 2023 la unión se amplió a la diócesis de Sessa Aurunca.

## Estadísticas
Según el Anuario Pontificio 2023 la diócesis tenía a fines de 2022 un total de 60 800 fieles bautizados.
| Año                                                                             | Población            | Población | Población      | Sacerdotes | Sacerdotes    | Sacerdotes    | Bautizados por sacerdote | Diáconos permanentes | Religiosos | Religiosos | Parroquias |
| Año                                                                             | Bautizados católicos | Total     | % de católicos | Total      | Clero secular | Clero regular | Bautizados por sacerdote | Diáconos permanentes | Varones    | Mujeres    | Parroquias |
| ------------------------------------------------------------------------------- | -------------------- | --------- | -------------- | ---------- | ------------- | ------------- | ------------------------ | -------------------- | ---------- | ---------- | ---------- |
| Diócesis de Alife                                                               |                      |           |                |            |               |               |                          |                      |            |            |            |
| 1959                                                                            | 36 247               | 36 257    | 100.0          | 47         | 35            | 12            | 771                      |                      | 17         | 97         | 20         |
| 1970                                                                            | 36 596               | 36 670    | 99.8           | 37         | 33            | 4             | 989                      |                      | 4          |            | 19         |
| 1980                                                                            | 46 810               | 46 880    | 99.9           | 39         | 25            | 14            | 1200                     |                      | 23         | 86         | 20         |
| Diócesis de Caiazzo                                                             |                      |           |                |            |               |               |                          |                      |            |            |            |
| 1959                                                                            | 35 000               | 35 000    | 100.0          | 40         | 37            | 3             | 875                      |                      | 4          | 40         | 36         |
| 1959                                                                            | 31 500               | 31 500    | 100.0          | 43         | 40            | 3             | 732                      |                      | 3          | 36         | 35         |
| 1970                                                                            | 35 595               | 35 620    | 99.9           | 70         | 37            | 3             | 889                      |                      | 3          | 40         | 36         |
| 1980                                                                            | 35 900               | 37 400    | 96.0           | 32         | 28            | 4             | 1121                     |                      | 4          | 12         | 36         |
| Diócesis de Alife-Caiazzo                                                       |                      |           |                |            |               |               |                          |                      |            |            |            |
| 1987                                                                            | 63 200               | 65 000    | 97.2           | 61         | 43            | 18            | 1036                     |                      | 19         | 90         | 56         |
| 1999                                                                            | 68 500               | 70 000    | 97.9           | 68         | 48            | 20            | 1007                     |                      | 20         | 60         | 44         |
| 2000                                                                            | 68 500               | 70 000    | 97.9           | 68         | 48            | 20            | 1007                     |                      | 20         | 54         | 43         |
| 2001                                                                            | 68 500               | 70 000    | 97.9           | 62         | 52            | 10            | 1104                     | 1                    | 10         | 48         | 44         |
| 2002                                                                            | 67 500               | 69 000    | 97.8           | 60         | 53            | 7             | 1125                     | 2                    | 7          | 48         | 44         |
| 2003                                                                            | 68 500               | 69 000    | 99.3           | 63         | 56            | 7             | 1087                     | 1                    | 7          | 48         | 44         |
| 2004                                                                            | 67 600               | 69 000    | 98.0           | 61         | 51            | 10            | 1108                     | 1                    | 11         | 48         | 44         |
| 2006                                                                            | 70 200               | 70 500    | 99.6           | 57         | 48            | 9             | 1231                     | 4                    | 25         | 46         | 44         |
| 2012                                                                            | 69 572               | 70 000    | 99.4           | 56         | 47            | 9             | 1242                     | 6                    | 16         | 28         | 44         |
| 2015                                                                            | 68 500               | 70 800    | 96.8           | 62         | 53            | 9             | 1104                     | 4                    | 27         | 20         | 44         |
| 2018                                                                            | 62 000               | 62 200    | 99.7           | 50         | 44            | 6             | 1240                     | 6                    | 32         | 35         | 44         |
| 2020                                                                            | 61 200               | 61 800    | 99.0           | 48         | 41            | 7             | 1275                     | ?                    | 27         | 43         | 44         |
| 2022                                                                            | 60 800               | 61 300    | 99.2           | 50         | 44            | 6             | 1216                     | 6                    | 20         | 43         | 44         |
| Fuente: Catholic-Hierarchy, que a su vez toma los datos del Anuario Pontificio. |                      |           |                |            |               |               |                          |                      |            |            |            |

## Episcopologio

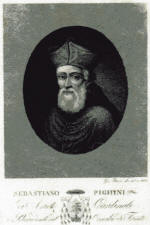
Cardenal Sebastiano Antonio Pighini, obispo de Alife entre 1546 y 1548

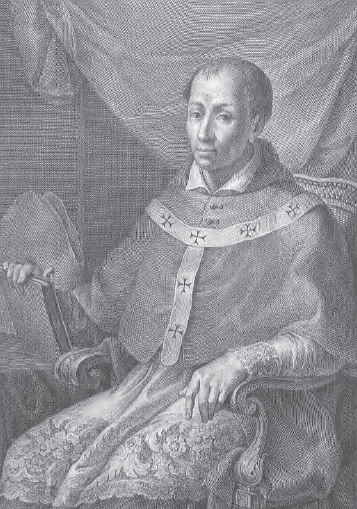
Cardenal español Antonio Agustín, fue obispo de Alife entre 1557 y 1561

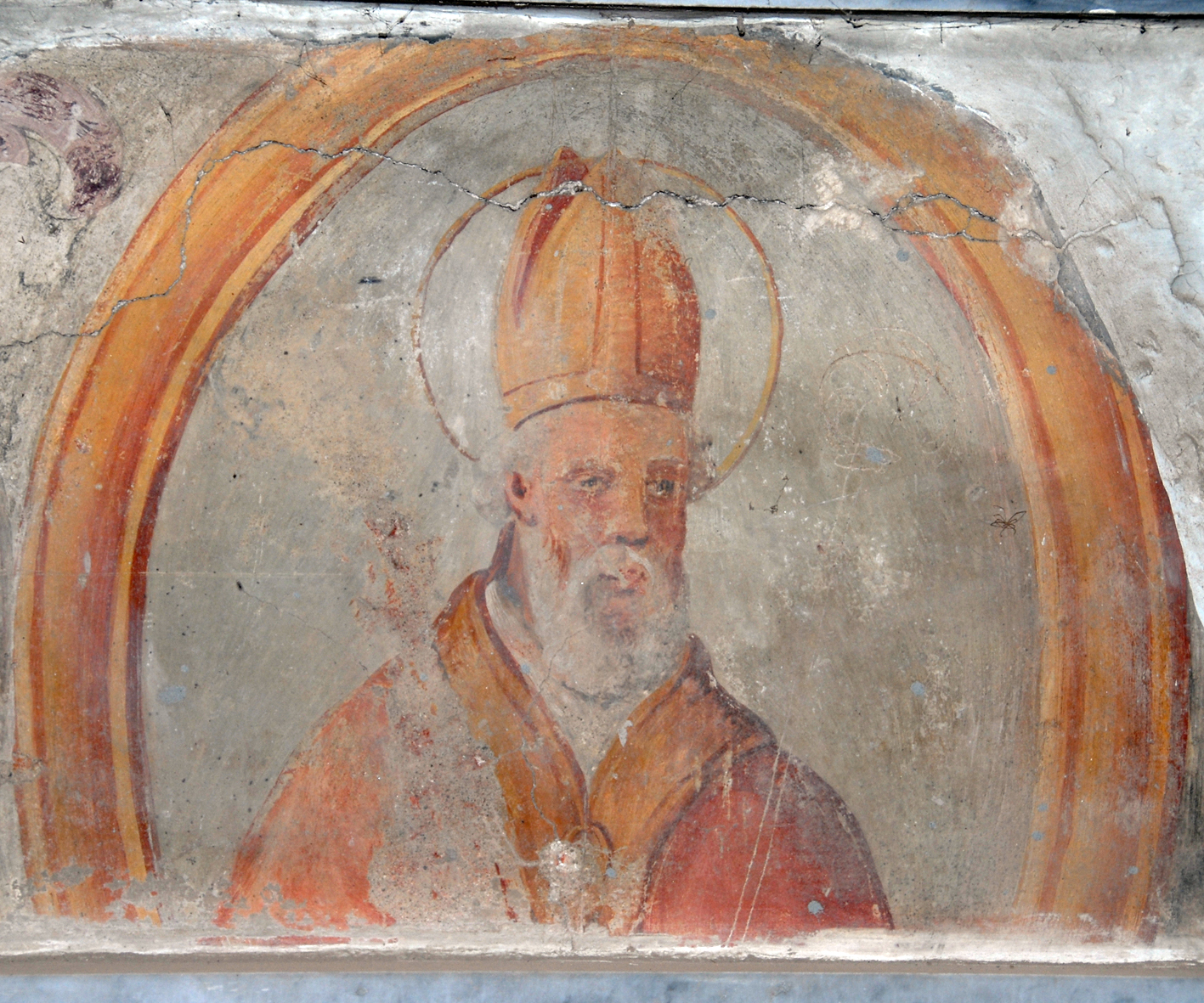
La tradición asegura que Fernando de Aragón, venerado como santo en la Iglesia católica, ocupó la sede de Caiazzo entre 1070 y 1082

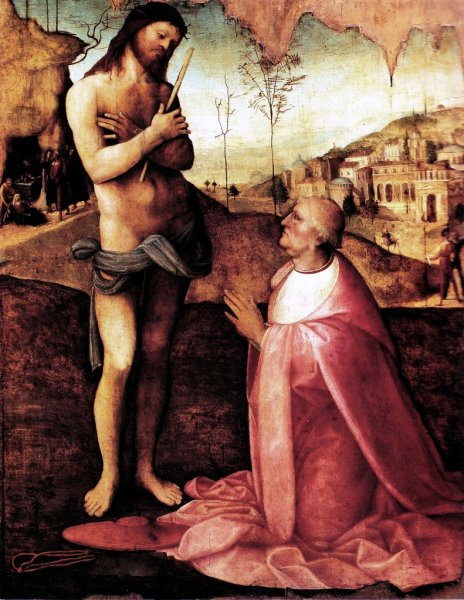
Cardenal Oliverio Carafa, administró la diócesis de Caiazzo entre 1506 y 1507

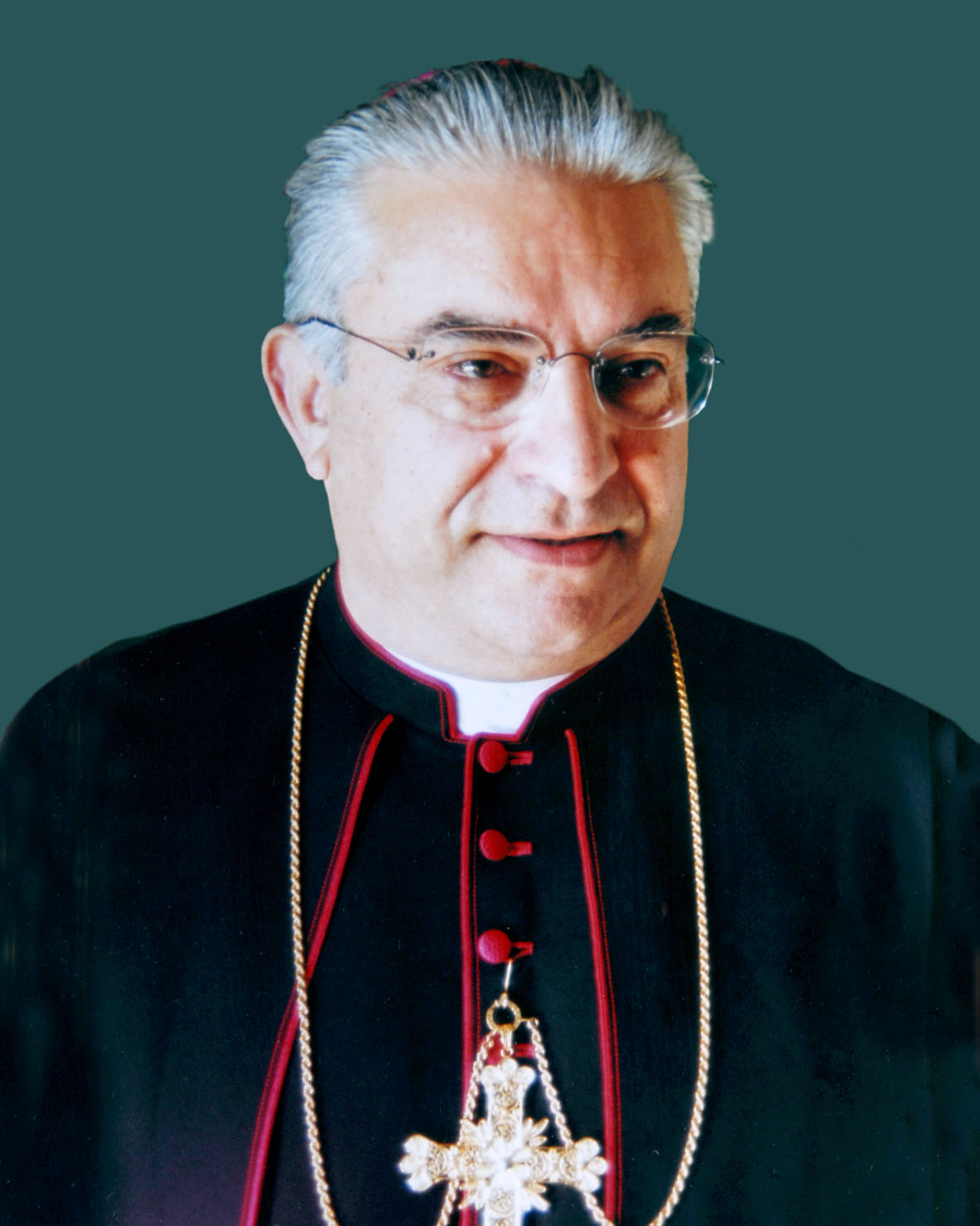
Pietro Farina fue obispo de la sede de Alife-Caiazzo entre 1999 y 2009

### Obispos de Alife
- Severo † (fines del siglo IV o siglo V)
- Claro † (antes de 495?-después de 499)[2][nota 1]
- Paolo † (antes de 982-después de 985)[19]
- Vito † (circa 987 o 988-después de 1020)[19]
- Goffredo † (siglo XI)[nota 2]
- Arechi † (antes de 1059-después de 1061)[nota 3]
- Roberto I † (antes de 1098-después de 1100)[nota 4]
- Roberto II? † (antes de 1126-después de 1142)[nota 5]
- Pietro † (antes de 1143-después de 1148)[20]
- Baldovino † (antes de 1179-después de 1180)[21]
- Anónimo † (mencionado en 1198)[21]
- Landolfo † (antes de la mitad del siglo XIII)[21]
- Anónimos † (mencionados en 1215, 1217, 1224, 1225, 1229, 1233)[21][nota 6]
- Alferio † (27 de abril de 1252-27 de enero de 1254 nombrado obispo de Viterbo y Tuscania)
- Romano de Urbe, O.P. † (28 de marzo de 1254-después de 1287)[21]
  - Gentile † (antes de octubre de 1291-?) (administrador apostólico)
- Pietro † (mencionado en 1305)[21]
- Filippo † (mencionado en 1309)
- Nicola † (? falleció)
- Tommaso delle Fonti † (8 de marzo de 1346-después del 25 de abril de 1348)
- Bertrando † (3 de diciembre de 1348-? falleció)
- Giovanni † (10 de noviembre de 1361-?)[nota 7]
- Andrea †
- Guglielmo † (circa 1380)
- Giovanni Alferio † (10 de mayo de 1389-1412 falleció)
- Angelo Sanfelice † (13 de febrero de 1413-1457 falleció)
- Antonio Moretti, O.P. † (1 de marzo de 1458-1482 falleció)
- Giovanni Bartoli † (16 de diciembre de 1482-1486 falleció)
- Juan de Zefra † (6 de septiembre de 1486-1504 falleció)
- Angelo Sacco † (15 de abril de 1504-1529 falleció)
- Bernardino Fumarelli † (16 de agosto de 1529-13 de noviembre de 1532 nombrado obispo de Sulmona y Valva)
- Michele Torelli † (13 de noviembre de 1532-6 de abril de 1541 nombrado obispo de Anagni)
- Ippolito Marsigli † (6 de abril de 1541-1546 falleció)
- Sebastiano Antonio Pighini † (27 de agosto de 1546-4 de junio de 1548 nombrado obispo de Ferentino)
- Filippo Serragli, O.S.B.Oliv. † (4 de junio de 1548-1555 falleció)
- Antonio Agustín † (15 de diciembre de 1557-8 de agosto de 1561 nombrado obispo de Lérida)
- Diego Gilberto Nogueras † (8 de agosto de 1561-julio de 1566 falleció)
- Angelo Rossi † (31 de enero de 1567-1568 falleció)
- Giovanni Battista Santoni † (19 de noviembre de 1568-8 de enero de 1586 nombrado obispo de Tricarico)
- Enrico Cini, O.F.M.Conv. † (8 de enero de 1586-1598 falleció)
- Modesto Gavazzi, O.F.M.Conv. † (7 de agosto de 1598-agosto de 1608 falleció)
- Valerio Seta, O.S.M. † (24 de noviembre de 1608-1625 falleció)
- Gerolamo Maria Zambeccari, O.P. † (7 de abril de 1625-11 de abril de 1633 nombrado obispo de Minervino)
- Giovanni Michele Rossi, O.Carm. † (11 de abril de 1633-22 de diciembre de 1638 falleció)
- Pietro Paolo de' Medici † (11 de abril de 1639-octubre de 1656 falleció)
- Enrico Borghi, O.S.M. † (25 de febrero de 1658-30 de noviembre de 1658 falleció)
- Sebastiano Dossena, B. † (21 de abril de 1659-28 de diciembre de 1662 falleció)
- Domenico Caracciolo † (31 de marzo de 1664-octubre de 1675 falleció)
- Giuseppe de Lazzara, C.R.M. † (23 de marzo de 1676-2 de marzo de 1702 falleció)
- Angelo Maria Porfirio † (5 de marzo de 1703-23 de julio de 1730 falleció)
- Gaetano Iovone † (11 de diciembre de 1730-31 de octubre de 1733 falleció)
- Pietro Abbondio Battiloro † (18 de diciembre de 1733-17 de octubre de 1735 falleció)
- Egidio Antonio Isabelli † (2 de diciembre de 1735-3 de enero de 1752 falleció)
- Carlo Rosati † (20 de marzo de 1752-17 de febrero de 1753 falleció)
- Innocenzo Sanseverino † (12 de marzo de 1753-29 de diciembre de 1756 renunció)
- Filippo Sanseverino † (3 de enero de 1757-29 de enero de 1770 renunció)
- Francesco Ferdinando Sanseverino, C.P.O. † (29 de enero de 1770-15 de abril de 1776 nombrado arzobispo de Palermo y Monreale)
- Emilio Gentile † (15 de julio de 1776-24 de febrero de 1822 falleció)
  - Sede unida aeque principaliter con Telese (1822-1852)
- Gennaro Di Giacomo † (julio de 1852-1 de julio de 1878 falleció)
- Luigi Barbato Pasca di Magliano † (1 de julio de 1878 por sucesión-8 de diciembre de 1879 falleció)
- Girolamo Volpe † (27 de febrero de 1880-9 de agosto de 1885 falleció)
- Antonio Scotti † (15 de enero de 1886-24 de marzo de 1898 renunció[nota 8])
- Settimio Caracciolo di Torchiarolo † (24 de marzo de 1898-10 de abril de 1911 nombrado obispo de Aversa)
- Felice Del Sordo † (12 de octubre de 1911-7 de julio de 1928 falleció)
- Luigi Noviello † (29 de julio de 1930-20 de septiembre de 1947 falleció)
- Giuseppe Della Cioppa † (2 de diciembre de 1947-1 de abril de 1953 renunció[nota 9])
- Virginio Dondeo † (29 de mayo de 1953-22 de julio de 1961 nombrado obispo de Orvieto)
- Raffaele Pellecchia † (1 de septiembre de 1961-19 de marzo de 1967 nombrado arzobispo coadjutor de Sorrento[nota 10])
  - Sede vacante (1967-1978)[nota 11]
- Angelo Campagna † (8 de abril de 1978-30 de septiembre de 1986 nombrado obispo de Alife-Caiazzo)

### Obispos de Caiazzo
- Orso I † (mencionado en 966/967)[nota 12]
- San Stefano Minicillo † (1 de noviembre de 979 ordenado-29 de octubre de 1021 o 1023 falleció)[nota 13]
- San Ferdinando d'Aragona † (1070-27 de junio de 1082 falleció)
- Costantino † (antes de 1098-después de 1100)[22]
- Pietro I † (mencionado en 1106)[23]
- Tommaso † (mencionado en 1109)[nota 14]
- Orso II † (antes de 1117-después de 1123)
- Stazio † (antes de 1133-después de 1134)[24]
- Guglielmo I † (1155-1166 depuesto)
- Guglielmo II † (antes de 1170-9 de enero de 1181 falleció)[25]
- Doferio † (antes de septiembre de 1183-1189 nombrado arzobispo de Bari)[nota 15]
- Giovanni I † (antes de 1195-1 de septiembre de 1224 falleció)[25]
- Giacomo Almundi † (1225-1253)[25]
- Nicola Minade † (1254-1257)[25]
- Andrea Riccardi † (1257-1272 falleció)[25]
- Giovanni de Aversa † (30 de abril de 1274-23 de agosto de 1275 falleció)[25]
- Andrea de Ducenta † (1276-26 de febrero de 1283 falleció)[25]
- Gerardo da Narni † (1283-18 de septiembre de 1293 falleció)
- Pietro II † (febrero de 1294-26 de junio de 1308 falleció)
- Giovanni II † (21 de diciembre de 1308-antes del 27 de abril de 1309 falleció)
- Tommaso de Pascasio † (antes del 27 de abril de 1309-14 de agosto de 1333 falleció)
- Giovanni Mottola † (20 de octubre de 1333-21 de abril de 1356 falleció)
- Ruggero Valenti, O.F.M. † (27 de junio de 1362-3 de marzo de 1375 falleció)
- Francesco Zancati † (9 de abril de 1375-1378? depuesto)
  - Bartolomeo da Todi, O.F.M. † (16 de diciembre de 1383-? falleció) (antiobispo)
  - Andrea di Amandola, O.F.M. † (11 de julio de 1393-?) (antiobispo)
- Bartolomeo † (1379-circa 1391 falleció)
- Giovanni Antonello Gattoli † (11 de enero de 1391-13 de octubre de 1393 falleció)
- Francesco † (13 de octubre de 1393-octubre de 1404 falleció)
- Andrea Serao † (17 de noviembre de 1404-12 de junio de 1422 falleció)
- Giovanni d'Aversa † (6 de julio de 1422-24 de enero de 1445 falleció)
- Antonio d'Errico † (23 de marzo de 1446-24 de abril de 1472 falleció)
- Giuliano Mirto Frangipane † (11 de mayo de 1472-16 de junio de 1480 nombrado obispo de Tropea)
- Giacomo de Luciis † (16 de junio de 1480-después de 1503 falleció)
  - Oliviero Carafa † (1506-9 de julio de 1507 renunció) (administrador apostólico)
- Vincio Maffa † (9 de julio de 1507-1517 falleció)
  - Andrea della Valle † (2 de diciembre de 1517-10 de diciembre de 1518 renunció) (administrador apostólico)
- Galeazzo Butrigario † (10 de diciembre de 1518-1518 falleció)
- Bernardino de Prato † (1 de junio de 1520-1522 falleció)
- Vianesio Albergati † (29 de octubre de 1522-octubre de 1527 falleció)
- Ascanio Parisani † (3 de enero de 1528-24 de mayo de 1529 nombrado obispo de Rímini)
  - Antonio Maria Ciocchi del Monte † (24 de mayo de 1529-18 de junio de 1529 renunció) (administrador apostólico)
- Alessandro Mirto † (18 de junio de 1529-10 de julio de 1537 renunció)
- Fabio Mirto Frangipani[26] † (10 de julio de 1537-5 de noviembre de 1572 nombrado arzobispo de Nazaret)
- Ottavio Mirto Frangipani † (19 de noviembre de 1572-9 de marzo de 1592 nombrado obispo de Tricarico)
- Orazio Acquaviva, O.Cist. † (12 de junio de 1592-13 de junio de 1617 falleció)
- Paolo Filomarino, C.R. † (18 de septiembre de 1617-27 de mayo de 1623 falleció)
- Filippo Benedetto de Sio, O.F.M. † (8 de diciembre de 1623-21 de octubre de 1641 nombrado obispo de Boiano)
- Sigismondo Taddei † (27 de noviembre de 1641-4 de diciembre de 1647 falleció)
- Francesco Perrone † (23 de noviembre de 1648-2 de octubre de 1656 falleció)
- Giuseppe Petagna † (15 de enero de 1657-12 de septiembre de 1679 falleció)
- Giacomo Villani † (27 de noviembre de 1679-5 de noviembre de 1690 falleció)
- Francesco Bonesana, C.R. † (24 de marzo de 1692-14 de noviembre de 1695 nombrado obispo de Como)
- Maioranus Figlioli † (20 de febrero de 1696-27 de mayo de 1712 falleció)
  - Sede vacante (1712-1718)
- Giacomo Falconi † (14 de marzo de 1718-28 de agosto de 1727 falleció)
- Costantino Vigilante † (26 de noviembre de 1727-27 de abril de 1754 falleció)
- Giuseppe Antonio Piperni † (22 de julio de 1754-14 de octubre de 1780 falleció)
  - Sede vacante (1780-1792)
- Filippo d'Ambrogio † (27 de febrero de 1792-3 de abril de 1799 falleció)
  - Sede vacante (1799-1818)
  - Sede supremida (1818-1850)
- Gabriele Ventriglia † (15 de marzo de 1852-10 de diciembre de 1859 falleció)
- Luigi Riccio † (23 de marzo de 1860-9 de noviembre de 1873 falleció)
- Giuseppe Spinelli † (15 de junio de 1874-14 de noviembre de 1883 falleció)
- Raffaele Danise, M.I. † (24 de marzo de 1884-8 de enero de 1898 falleció)
- Felice de Siena † (24 de marzo de 1898-26 de enero de 1902 falleció)
- Federico de Martino † (20 de junio de 1902-30 de noviembre de 1908 nombrado obispo de Castellaneta)[27]
- Adolfo Turchi † (30 de junio de 1909-8 de septiembre de 1914 nombrado secretario de la Congregación para los Religiosos[nota 16])
- Luigi Ermini † (4 de diciembre de 1914-13 de junio de 1921 nombrado obispo de Fabriano y Matelica)
- Nicola Maria di Girolamo † (16 de agosto de 1922-5 de julio de 1963 falleció)
  - Sede vacante (1963-1978)
- Angelo Campagna † (8 de abril de 1978-30 de septiembre de 1986 nombrado obispo de Alife-Caiazzo)

### Obispos de Alife-Caiazzo
- Angelo Campagna † (30 de septiembre de 1986-10 de diciembre de 1990 falleció)
- Nicola Comparone † (10 de diciembre de 1990 por sucesión-5 de enero de 1998 falleció)
- Pietro Farina † (16 de febrero de 1999-25 de abril de 2009 nombrado obispo de Caserta)
- Valentino Di Cerbo (6 de marzo de 2010-30 de abril de 2019 retirado)[nota 17]
- Giacomo Cirulli, desde el 26 de febrero de 2021

### Diócesis de Alife
- (en latín) Ferdinando Ughelli, Italia sacra, vol. VIII, segunda edición, Venecia 1721, col. 206-212
- (en italiano) Vincenzio d'Avino, Cenni storici sulle chiese arcivescovili, vescovili e prelatizie (nullius) del Regno delle Due Sicilie, Nápoles, 1848, pp. 8-10
- (en italiano) Giuseppe Cappelletti, Le Chiese d'Italia della loro origine sino ai nostri giorni, vol. XIX, Venecia 1864, pp. 89-115
- (en italiano) Francesco Lanzoni, Le diocesi d'Italia dalle origini al principio del secolo VII (an. 604), vol. I, Faenza, 1927, p. 378
- (en latín) Paul Fridolin Kehr, Italia Pontificia, vol. IX, Berlín, 1962, pp. 114-116
- (en alemán) Norbert Kamp, Kirche und Monarchie im staufischen Königreich Sizilien. Prosopographische Grundlegung. Bistümer und Bischöfe des Königreichs 1194-1266. 1. Abruzzen und Kampanien, Múnich, 1973, pp. 217-222
- (en italiano) Dante B. Marrocco, Il vescovato alifano nel Medio Volturno, Piedimonte Matese, 1979
- (en italiano) Angelo Gambella, Medioevo Alifano, Roma, Drengo, 2007
- (en latín) Pius Bonifacius Gams, Series episcoporum Ecclesiae Catholicae, Graz, 1957, p. 847
- (en latín) Konrad Eubel, Hierarchia Catholica Medii Aevi, vol. 1, p. 84; vol. 2, p. 85; vol. 3, p. 104; vol. 4, p. 78; vol. 5, p. 79; vol. 6, p. 77

### Diócesis de Caiazzo
- (en inglés) Diócesis de Caiazzo en Catholic Hierarchy
- (en latín) Ferdinando Ughelli, Italia sacra, vol. VI, segunda edición, Venecia, 1720, col. 438-460; vol. X, Venecia, 1722, col. 222-231
- (en italiano) Vincenzio d'Avino, Cenni storici sulle chiese arcivescovili, vescovili e prelatizie (nullius) del Regno delle Due Sicilie, Nápoles, 1848, pp. 147-149
- (en italiano) Giuseppe Cappelletti, Le Chiese d'Italia della loro origine sino ai nostri giorni, vol. XX, Venecia, 1866, pp. 261-277
- (en latín) Paul Fridolin Kehr, Italia Pontificia, vol. VIII, Berlín, 1935, pp. 271-275
- (en alemán) Norbert Kamp, Kirche und Monarchie im staufischen Königreich Sizilien. Prosopographische Grundlegung. Bistümer und Bischöfe des Königreichs 1194-1266. 1. Abruzzen und Kampanien, Múnich, 1973, pp. 151-156
- (en italiano) M. C. Caiola, P. Di Lorenzo, G. Sparano, La diocesi di Caiazzo: storia in età tardo medievale e moderna, arte, cronotassi vescovile e bibliografia di riferimento, en Rivista di Terra di Lavoro - Bollettino on-line dell'Archivio di Stato di Caserta, año II, n°3, octubre de 2007, pp. 46-62
- (en latín) Pius Bonifacius Gams, Series episcoporum Ecclesiae Catholicae, Graz, 1957, pp. 863-864
- (en latín) Konrad Eubel, Hierarchia Catholica Medii Aevi, vol. 1, p. 155; vol. 2, p. 113; vol. 3, p. 145; vol. 4, p. 127; vol. 5, p. 134; vol. 6, p. 138